# Uropetala carovei
Uropetala carovei là loài chuồn chuồn trong họ Petaluridae. Loài này được White mô tả khoa học đầu tiên năm 1846.

## Hình ảnh

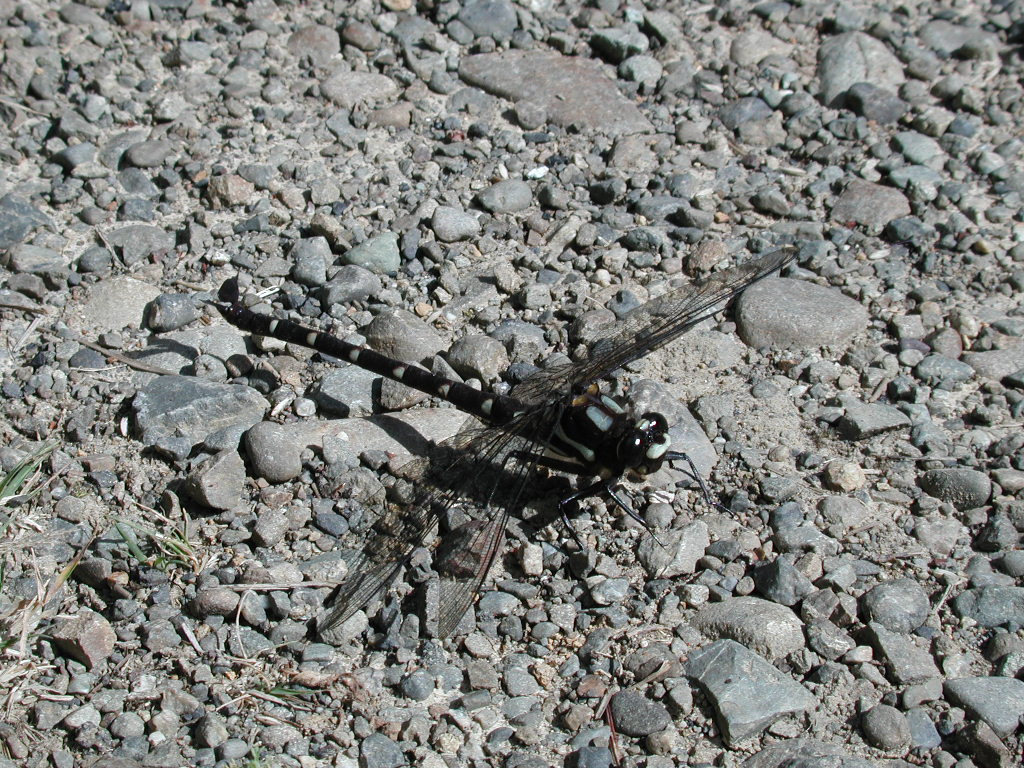
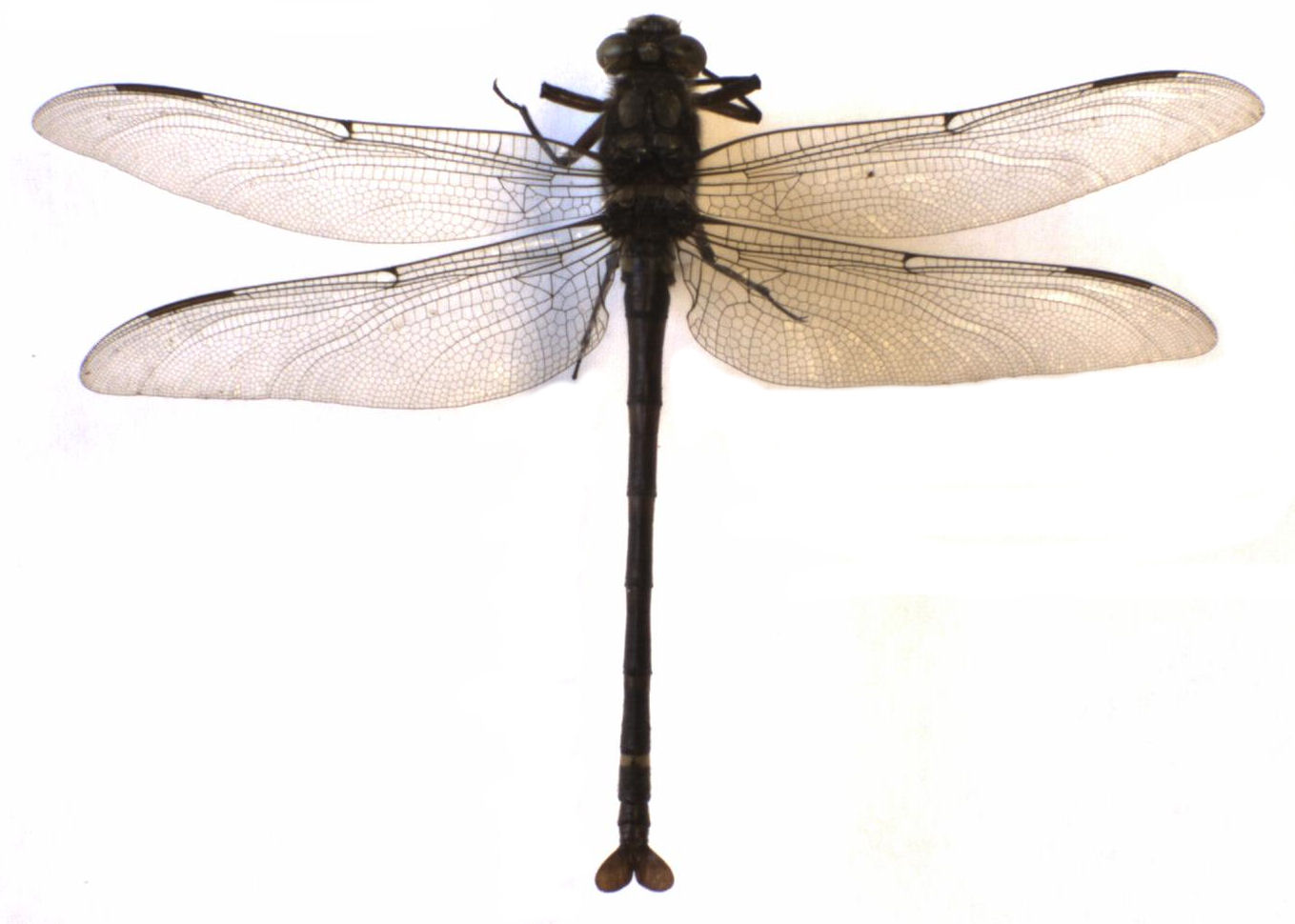